# European Sleeper
A European Sleeper (stilizáltan: European Sleeper) egy belga-holland szövetkezet, amely hetente háromszor közlekedtet éjszakai vonatjáratokat a németországi Berlin és a belgiumi Brüsszel között. Ezt a közeljövőben napi közlekedésre tervezi bővíteni, valamint 2024-ben Drezdáig és Prágába is ki kívánja terjeszteni a szolgáltatásait. Tervben van továbbá az Amszterdamot, Brüsszelt és Barcelonát Franciaországon keresztül összekötő járat is, amely várhatóan 2025 tavaszán indul.

## Története
A European Sleeper 2021-ben indult útjára, amikor 2021 áprilisában bejelentették a Prága és Brüsszel közötti hálókocsis vonatjárat üzemeltetésére vonatkozó javaslatot, amelyben partnerként a cseh RegioJet üzemeltetőt jelentették be, amely gördülőállományt biztosít, valamint vontatja a járatot Németországban és a Cseh Köztársaságban. Belgiumban a belga nemzeti vasúttársaság (SNCB) lett volna a felelős a szolgáltatás vontatásáért, Hollandiában pedig akkor még nem választották ki a szolgáltatás vontatására kijelölt üzemeltetőt. A szolgáltatás várhatóan 2022 tavaszán indult volna, a második járat pedig ugyanezen év decemberében indulhatott volna.
Nagyjából ugyanebben az időben jelentette be a belga induló Moonlight Express, hogy éjszakai vonatjáratokat kíván indítani Berlin és Brüsszel között, Liège-en keresztül, várhatóan 2022 áprilisában. Mivel nagyjából egy időben jelentették be, véletlenül a European Sleeper és a Moonlight Express mindkét szolgáltatását is nagyjából egy időben tervezték elindítani.
2021 májusában a European Sleeper crowdfunding kampányt indított, és több mint 350 kisbefektetőnek eladott szövetkezeti részesedésekkel sikerült 500 000 eurós induló tőkét gyűjtenie, mindössze tizenöt perc alatt.
Egy hónappal később, 2021 júniusában bejelentették, hogy a European Sleeper és a Moonlight Express egyesíti erőit, és az egyesített szervezet felveszi a European Sleeper nevet, és folytatja a European Sleeper javaslatát egy Brüsszel-Prága útvonalról, amelynek indulási időpontja 2022 tavasza.
Ezt követően 2022 nyara előtt nem sokkal tőkebevonási forduló indult, amelynek során 2 000 000 euró értékű részvényt adtak el 1400 befektetőnek. 2022 nyarán a vállalat bejelentette, hogy a Brüsszel-Prága útvonalat határozatlan időre elhalasztják, és nem adtak meg módosított indulási időpontot.
2022 júniusában bejelentették a Sunweb Group utazásszervezővel való partnerséget, amelynek keretében 2023 nyarára új éjszakai vonatjáratok indítását tervezték Hollandia és a francia síparadicsomok között, majd a következő évben a dél-franciaországi meghosszabbítást. 2022 novemberében a két fél bejelentette, hogy ezeket a terveket felfüggesztik, arra hivatkozva, hogy nehézségekbe ütközik a gördülőállomány, a pályahasználati jogok és a járatok üzemeltetőjének biztosítása.
A szövetkezet decemberben jelentette be, hogy a tervezett Brüsszel-Prága útvonal kezdetben Berlinben végződik a 2023-ra előírt pályakapacitás-korlátozások miatt, mivel a német hatóságok az infrastrukturális munkálatok miatt csak kétóránként egy távolsági vonatot engedélyeznek Drezdától délre. A csökkentett útvonal 2023. május 25-én kezdte meg működését azzal a céllal, hogy a szolgáltatást később Prágáig meghosszabbítsák. Cél, hogy 2023 decemberében teljes legyen az eredeti javaslat, de ez attól is függ, hogy sikerül-e pályahasználati engedélyt szerezni. A vállalat a legnagyobb kihívásként a megfelelő gördülőállomány hiányát említette, és azt mondta, hogy a szolgáltatás kezdetben bérelt gördülőállományt használna, majd új gördülőállomány beszerzését tervezik, és a tervek szerint a járatokat végül új és felújított gördülőállomány keverékével üzemeltetnék.
A European Sleeper által Amszterdamból Barcelonába tervezett szolgáltatást 2023 januárjában választották ki kísérleti projektnek az Európai Bizottság azon erőfeszítései részeként, amelyek a határokon átnyúló vasúti szolgáltatások javítására és új kapcsolatok létrehozásának ösztönzésére irányulnak. Ez csatlakozik a Snälltaget és a Midnight Trains két másik éjszakai vonatjavaslatához.
A szolgáltatásra 2023. február 20-án nyitották meg a foglalásokat, a jegyeket csak a European Sleeper weboldalán keresztül lehet megvásárolni. Folyamatban van a munka, hogy a jegyeket Interrail bérletekkel is lehessen foglalni.
A járatok 2023. május 25-én indultak, az első járat Berlinből Brüsszel felé indult, és 45 perces késéssel érkezett meg a belga végállomásra. Georges Gilkinet, Belgium miniszterelnök-helyettese és mobilitási minisztere május 26-án reggel a brüsszeli Déli pályaudvaron fogadta a járatot, majd aznap este hazafelé Berlinbe kísérte a vonatot.

## Szolgáltatások
A European Sleeper egyetlen járata Berlin és Brüsszel között 2023. május 25-én kezdte meg működését. Jelenleg a járatok hetente háromszor közlekednek: Brüsszelből Berlinbe hétfőn, szerdán és pénteken, Berlinből Brüsszelbe pedig vasárnap, kedden és csütörtökön indulnak a vonatok.
| Berlin felé (hétfőn, szerdán és pénteken) | Berlin felé (hétfőn, szerdán és pénteken) | Brüsszel felé (vasárnap, kedden és csütörtökön) | Brüsszel felé (vasárnap, kedden és csütörtökön) |
| ----------------------------------------- | ----------------------------------------- | ----------------------------------------------- | ----------------------------------------------- |
| Állomás                                   | Indulási idő                              | Állomás                                         | Indulási idő                                    |
| Brussels-South                            | 19:22                                     | Berlin Hbf                                      | 22:56                                           |
| Antwerpen Centraal                        | 20:01                                     | Bad Bentheim                                    | 04:09                                           |
| Roosendaal                                | 20:44                                     | Deventer                                        | 05:16                                           |
| Rotterdam Centraal                        | 21:21                                     | Amersfoort Centraal (nem áll meg)               | -                                               |
| Den Haag HS                               | 21:42                                     | Amsterdam Centraal                              | 06:31                                           |
| Amsterdam Centraal                        | 22:34                                     | Den Haag HS (nem áll meg)                       | -                                               |
| Amersfoort Centraal                       | 23:13                                     | Rotterdam Centraal                              | 07:32                                           |
| Deventer                                  | 23:49                                     | Roosendaal                                      | 08:16                                           |
| Bad Bentheim                              | 01:09                                     | Antwerpen Centraal                              | 08:43                                           |
| Berlin Hbf                                | 06:48                                     | Brussels-South                                  | 09:27                                           |